# (38129) 1999 JV45
1999 JV45 (asteroide 38129) é um asteroide da cintura principal. Possui uma excentricidade de 0.23437090 e uma inclinação de 4.05770º.
Este asteroide foi descoberto no dia 10 de maio de 1999 por LINEAR em Socorro.